# Knattarheyggjur
Knattarheyggjur är en bergstopp i Färöarna (Kungariket Danmark).   Den ligger i sýslan Vága sýsla, i den nordvästra delen av landet, 30 km väster om huvudstaden Tórshavn. Toppen på Knattarheyggjur är 447 meter över havet. Knattarheyggjur ligger på ön Vágar.
Terrängen runt Knattarheyggjur är kuperad. Havet är nära Knattarheyggjur åt nordväst. Runt Knattarheyggjur är det glesbefolkat, med 16 invånare per kvadratkilometer. Närmaste större samhälle är Vestmanna, 10,8 km nordost om Knattarheyggjur. Trakten runt Knattarheyggjur består i huvudsak av gräsmarker.